# パンジャーブ

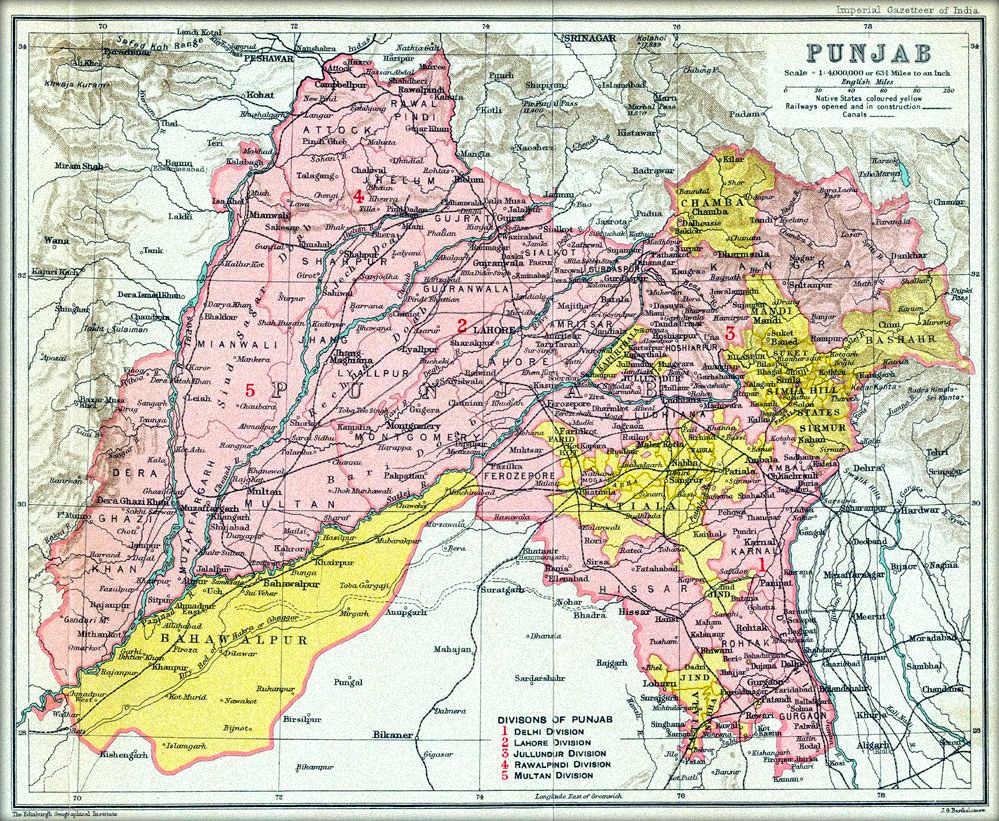
1909年のパンジャーブ地図

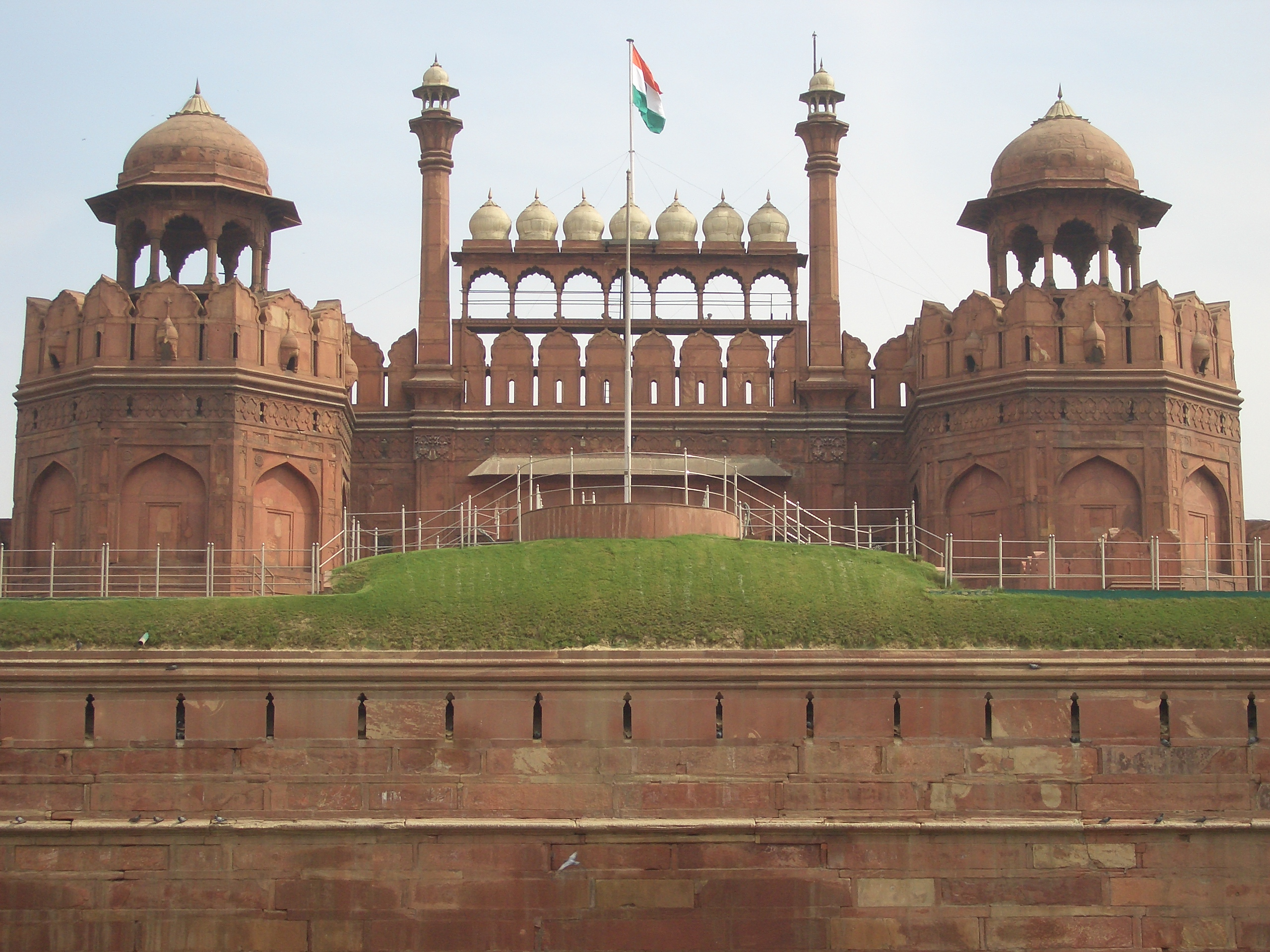
赤い城（デリー）

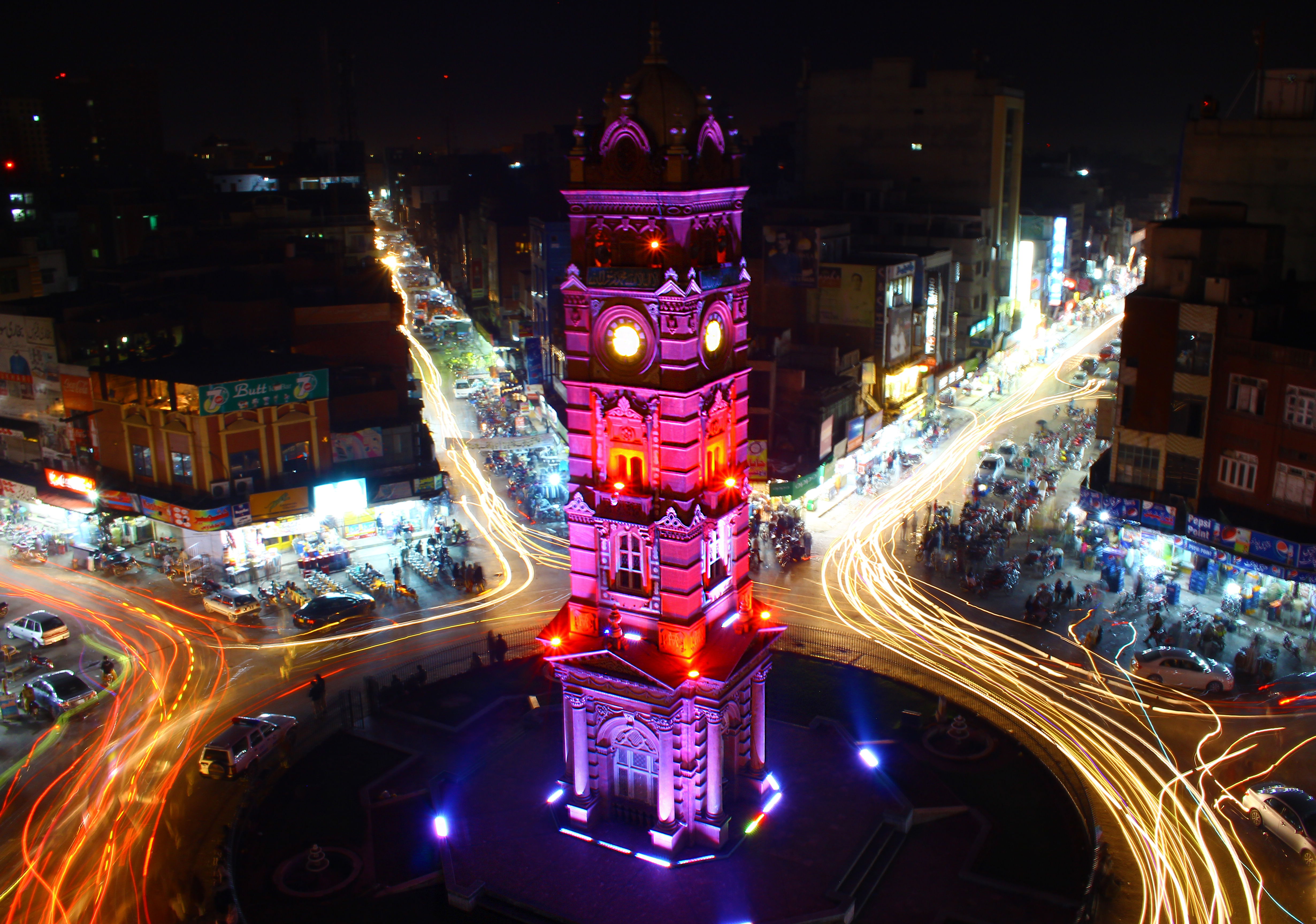
時計塔（ファイサラーバード）

パンジャーブ（パンジャーブ語:ਪੰਜਾਬ、シャームキー文字:پنجاب）は、インド北西部からパキスタン北東部にまたがる地域。インド・パキスタンの分離独立の際に、インド側とパキスタン側に分割されている。

## 地理
パンジャーブの語源は、ペルシア語で「5つの水」を意味するパンジュ・アーブ (panj ab) で、この地を潤す5つの河川、北から順にインダス川とその4つの大きな支流、ジェルム川、シェナブ川、ラーヴィー川、サトレジ川に由来する。パンジャーブはこれらの大河に囲まれた地域で、灌漑によって小麦・米の生産力に優れた豊かな農地となっており、インド・パキスタン両国にとっては重要な穀倉地帯である。
現在の行政区分では、パンジャーブ州（インド、パキスタン）、ハリヤーナー州、ヒマーチャル・プラデーシュ州付近にあたる。

## 歴史
先史時代、インダス文明がパンジャーブにも及び、当時の都市遺跡・ハラッパーなどの痕跡を後世に残した。
古代にはガンダーラ（紀元前6世紀 - 11世紀）が栄え、中心都市はペシャーワル（現カイバル・パクトゥンクワ州）、チャールサダ（現カイバル・パクトゥンクワ州）、タクシラ（現パンジャーブ州 (パキスタン)）、フント（現カイバル・パクトゥンクワ州）などに移り変わった。
また、紀元前6世紀以来、ペルシャ帝国（アケメネス朝）の版図はインダス川流域付近まで及んでいたが、紀元前4世紀にアレクサンドロス3世（大王）率いるマケドニア王国（アルゲアス朝）軍はペルシャ王ダレイオス3世を破った後インドに侵入し、紀元前326年のヒュダスペス（ジェルム）河畔の戦いが行われた。当時、東部パンジャーブのジェルム川からシェナブ川に至る地域はパウラヴァ族（Paurava）の王であったポロスの領土となっていた。
紀元前4世紀末頃から、インダス流域を含む北西インド地方は、マウリヤ朝（マガダ国）のチャンドラグプタの版図に含まれた。紀元前2世紀頃から西暦後1世紀頃まで、インド・グリーク朝の治世となっていた。
1757年、マラーターのインド北西部征服でパンジャーブが占領される。
1761年、第三次パーニーパットの戦いでドゥッラーニー朝とアワド太守などのムスリム同盟軍が、ヒンドゥー教のマラーター同盟に勝利。パンジャーブの領土を拡張した。
現在のヒマーチャル・プラデーシュ州付近には、Chamba、Bilaspur、Bhagal、Dhamiといった諸国が並立していた。グルカ戦争（1814年 - 1816年）を経てBritish India領となった。
1823年、ノウシェーラの戦いでドゥッラーニー朝がシク王国に敗北し、ペシャーワル一帯の領土を失い、カイバル峠を越えて撤退した。
シク戦争（1845年 - 1849年）では、第一次シク戦争でラホール条約を締結しカシミール地方をイギリスに譲渡（ジャンムー・カシミール藩王国の成立）、第二次シク戦争で敗れ併合され、British Indiaのパンジャーブ州となり、マリー（Murree）が夏の首都となった。
1858年にイギリス領インド帝国が成立。1864年、シムラーがイギリス領インド帝国の夏の首都となる。

## 住民

### 民族
パンジャーブ人、en:Arain、ジャート族、en:Chamar、en:Scheduled Castes and Scheduled Tribes、ラージプート、en:Malik Jat clan、en:Khatri、en:Aheer、en:Gurjar。

### 言語
- パンジャーブ語

### 宗教
住民の宗教は、イスラーム教、シク教、ヒンドゥー教の3宗教によって大別される。各宗教の信者はイギリス統治期には入り混じって暮らしていたが、現在ではおおむね前者がパキスタン領、後二者がインド領に分かれている。

## 画像

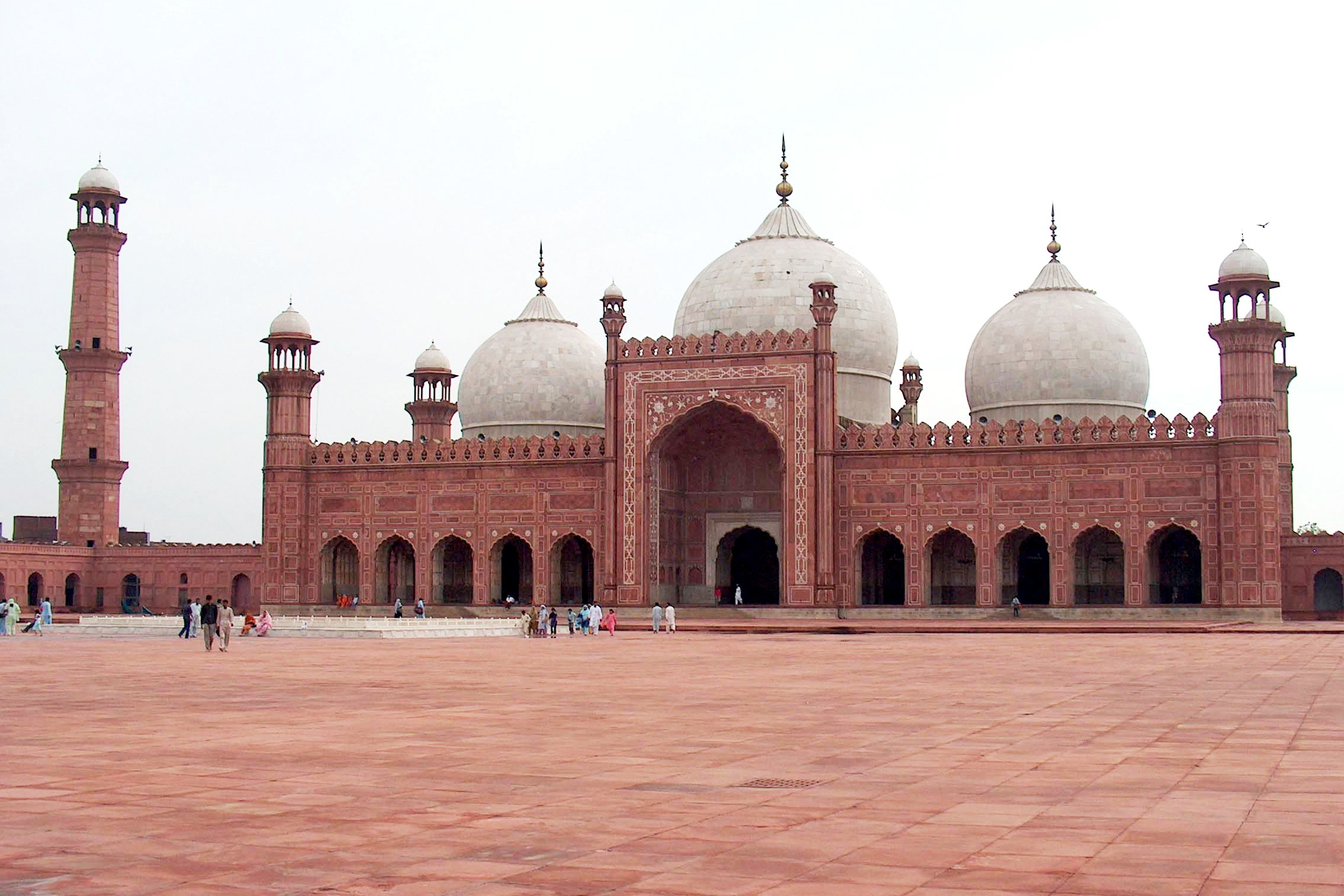
バードシャーヒー・モスク
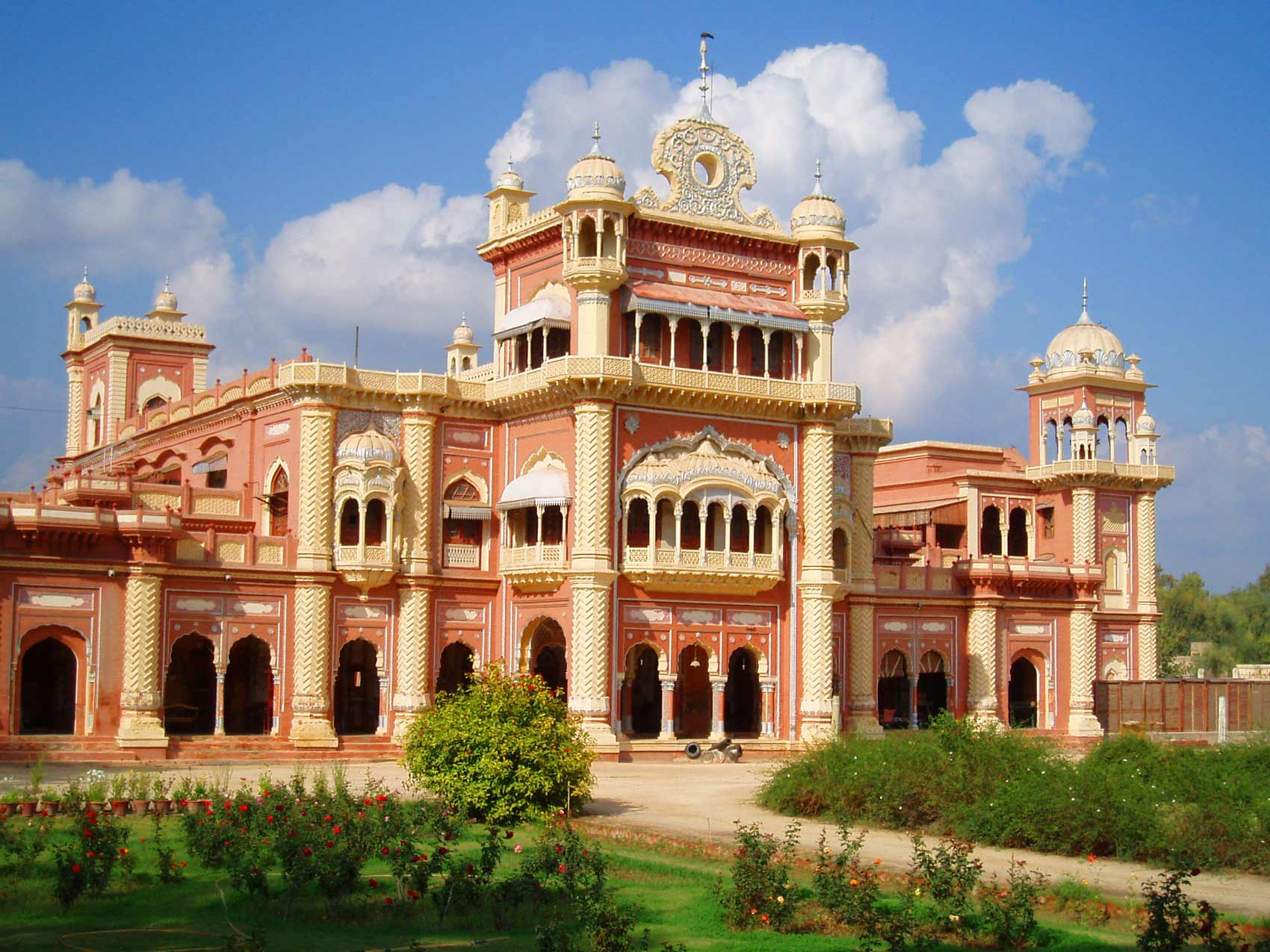
ファイズ・マハル
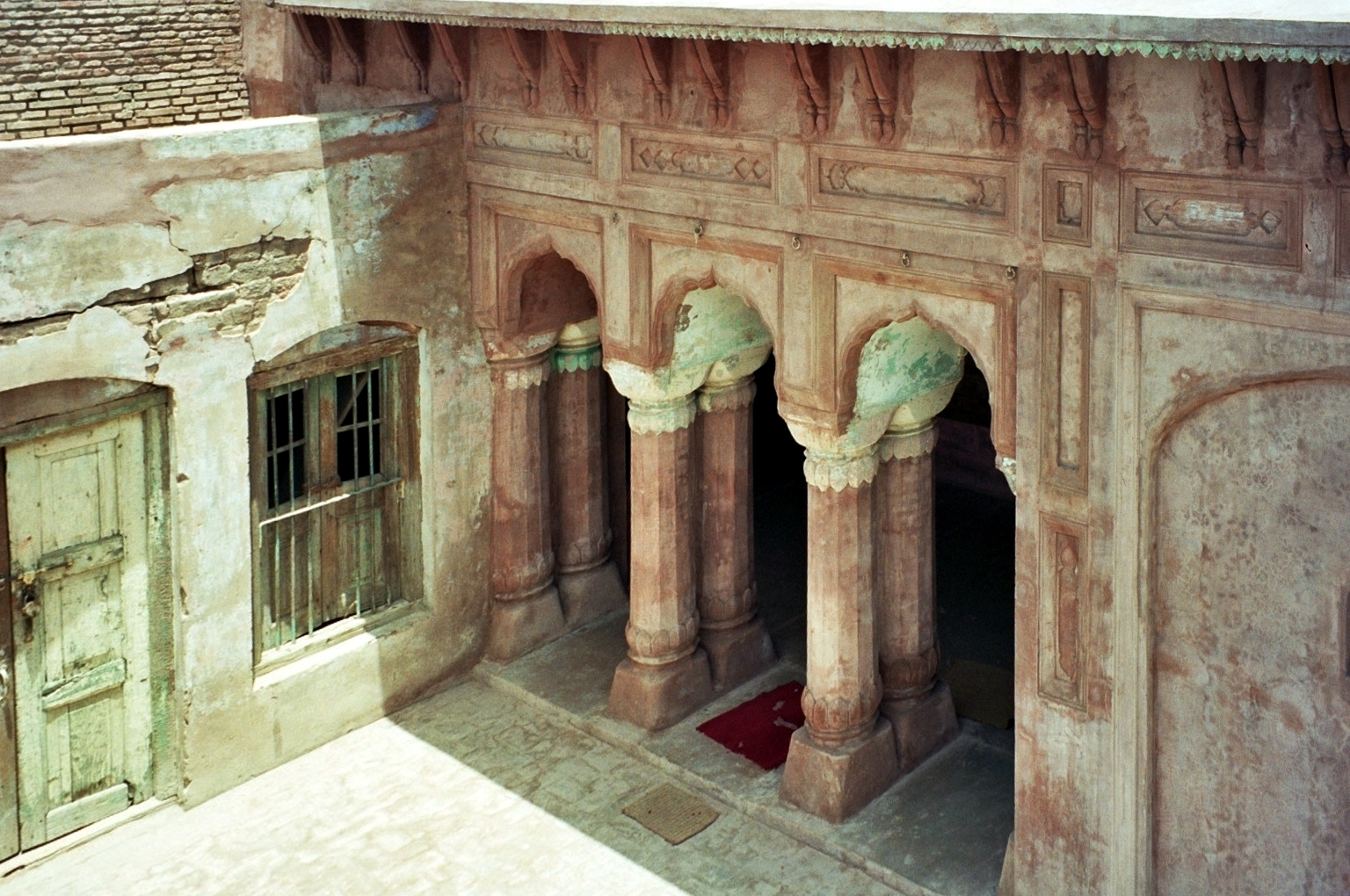
バティンダの砦
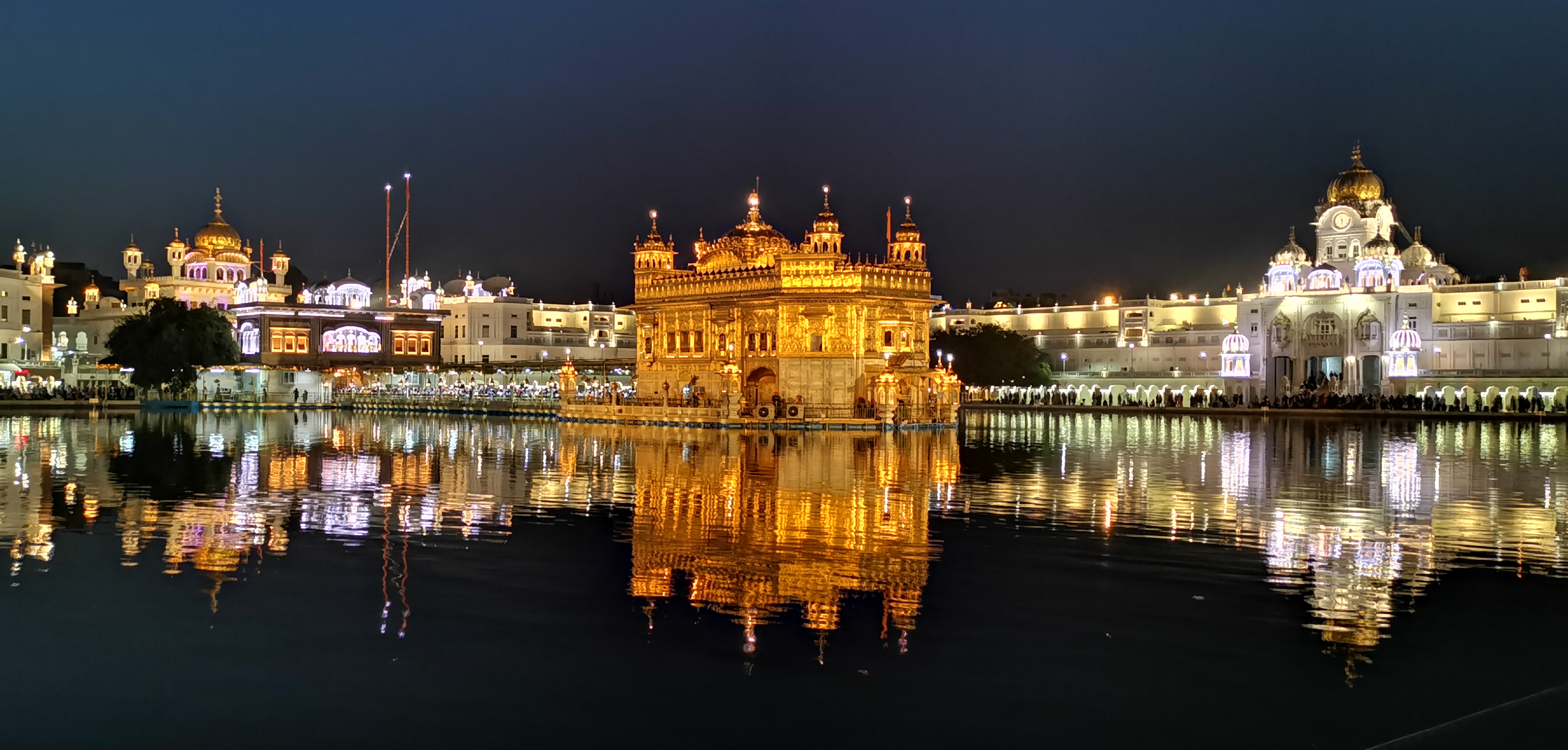
ハリマンディル・サーヒブ